# Tuto de Ratisbonne
Tuto (mort le 10 octobre 930) est le neuvième évêque de Ratisbonne de 893 à sa mort.

## Biographie
Tuto est issu de la noblesse. Il est en contact étroit avec les derniers Carolingiens, Arnulf de Carinthie et Louis IV de Germanie. Il obtient d'eux d'importants dons. Comme les autres premiers évêques de Ratisbonne, il devient également abbé mineur de Saint-Emmeran. Arnulf fait don du Codex aureus au monastère, mais le roi Conrad le retirera puis le redonnera. Tuto commande pour l'abbaye un autel d'or orné de mille pierres fines.
En 894, Tuto assiste à la réunion des états ecclésiastiques et bavarois de Reisbach, où les évêques de Bavière disent au pape Formose leur opposition à la création de diocèses spéciaux en Moravie.
Tuto contribue à la christianisation de la Bohême en lien avec Venceslas de Bohême.
Il se rend à Prague, où il est appelé par Venceslas de Bohême pour conseiller sur la construction d'un mémorial pour sa grand-mère Ludmilla, morte en 921, et plus tard l'église Saint-Guy de Prague que Tuto consacre en 925.
Il voit la construction du château de Stauf pour se défendre des Hongrois entre 914 et 930.
Les souverains et Tuto sont enterrés dans le monastère.